# ديان ميلويفيتش
ديان ميلويفيتش (بالصربية: Дејан Милојевић) مواليد 15 أبريل 1977 في بلغراد، جمهورية صربيا الاشتراكية، هو لاعب كرة سلة صربي سابق. بدأ مسيرته الاحترافية في سنة 1997. يبلغ طوله 6 قدم 7 بوصة (2.0 م). حقق المركز الأول في بطولة أمم أوروبا لكرة السلة 2001. اعتزل اللعب في 2009.

## المسيرة الاحترافية
لعب مع نادي بارتيزان لكرة السلة من سنة 2004 إلى 2006، ثم لعب مع فالنسيا باسكت في الدوري الإسباني من سنة 2006 إلى 2008، ثم لعب مع غلطة سراي لكرة السلة في الدوري التركي في موسم 2008–2009.

## الميداليات
| الميدالية | المسابقة                         |
| --------- | -------------------------------- |
| ذهبية     | بطولة أمم أوروبا لكرة السلة 2001 |

## إحصائيات المسيرة

### الدوري الأوروبي
| السنة   | الفريق                    | لعب | بدأ | دقيقة | ميداني% | ثلاثية | حرة  | ارتداد | صنع | استلاب | تصدي | نقطة | أداء |
| ------- | ------------------------- | --- | --- | ----- | ------- | ------ | ---- | ------ | --- | ------ | ---- | ---- | ---- |
| 2000–01 | نادي بودوشنوست لكرة السلة | 11  | 2   | 13.5  | .622    | .000   | .333 | 3.2    | .2  | .6     | .0   | 4.6  | 3.0  |
| 2001–02 | نادي بودوشنوست لكرة السلة | 8   | 6   | 23.4  | .545    | .412   | .375 | 6.4    | .4  | 1.6    | .3   | 9.5  | 9.5  |
| 2002–03 | نادي بودوشنوست لكرة السلة | 14  | 13  | 31.7  | .592    | .000   | .695 | 6.5    | 2.4 | 1.8    | .2   | 11.6 | 15.1 |
| 2004–05 | نادي بارتيزان لكرة السلة  | 6   | 6   | 35.5  | .634    | .000   | .700 | 11.5   | 3.3 | 3.5    | .3   | 20.8 | 30.5 |
| 2005–06 | نادي بارتيزان لكرة السلة  | 12  | 12  | 34.6  | .419    | .294   | .730 | 10.1   | 2.3 | 1.9    | .1   | 16.4 | 23.6 |
| المسيرة |                           | 51  | 39  | 27.6  | .539    | .214   | .662 | 7.2    | 1.7 | 1.7    | .2   | 12.0 | 15.4 |

## روابط خارجية
- ديان ميلويفيتش على موقع الاتحاد الدولي لكرة السلة (الإنجليزية)
- ديان ميلويفيتش على موقع الدوري الأوروبي لكرة السلة (الإنجليزية)
- ديان ميلويفيتش على موقع الدوري الإسباني لكرة السلة (الإسبانية)
- ديان ميلويفيتش على موقع كرة السلة الأوروبية.كوم (الإنجليزية)
- ديان ميلويفيتش على موقع ريلجم (الإنجليزية)
- ديان ميلويفيتش على موقع بروبوليرز (الإنجليزية)
- ديان ميلويفيتش على موقع سبورتس رفرنس (الإنجليزية)
- ديان ميلويفيتش على موقع سبورتس رفرنس (الإنجليزية)